# ستيفن كارتر
ستيفن كارتر (بالإنجليزية: Stephen Carter)‏ هو مهندس معماري أمريكي، ولد في 21 ديسمبر 1945 في سينسيناتي في الولايات المتحدة.